# Fugloy
Fugloy (dansk Fuglø) er Færøernes østligste ø og hører til Norderøernes region. Øen udgør Fugloyar kommuna, der er Færøernes mindste målt i indbyggertal. Den 11,2 km² store Fugloy er den mindste i regionen Norðoyar, og ligger helt nordøst i øriget. Øens indbyggere er fordelt på bygderne Kirkja og Hattarvík. Fugloy er med sine 38 indbyggere (2020) den mindste kommune på Færøerne. Befolkningstætheden er 4,0 pr km².
Ved indføringen af det kommunale selvstyre i 1872 blev Fugloy en del af Norðoya prestagjalds kommuna. I 1908 blev hovedsognet Viðareiði med annekssognene Fugloy og Svínoy udskilt som en egen kommune. I 1913 blev kommunen delt mellem Viðareiðis kommuna og Fugloyar og Svínoyar kommuna, således at øerne hver for sig blev en kommune. Svínoy blev en del af i Klaksvíkar kommuna i 2009, mens Fugloy står alene.
Landbrugets reducerede betydning efter industrialiseringen af fiskeriet er den vigtigste årsag til fraflytningen siden begyndelsen af 1900-tallet. Fugloys havne er ikke beskyttet af bølgebrydere, og muligvis derfor hindret den økonomiske vækst siden begyndelsen af det 20. århundrede. Øens eneste indkomst har været landbrug og fiskeri.
Som en afsidesliggende ø er Fugloy afhængig af helikopter- og færgeanløb, men bliver isoleret ved uvejr. Postbåden M/S Ritan fra Hvannasund sejler to gange daglig til Fugloy og naboøen Svínoy. Tre gange om ugen ankommer helikopteren fra Atlantic Airways. Havnen på Fugloy er ikke beskyttet mod vejr og vind, og dette er den vigtigste grund til, at al økonomisk vækst stoppede i begyndelsen af 1900-tallet. Lagtinget har forsøgt at udarbejde planer for øens fremtid, for eksempel fik øen elektrisk strøm i 1960'erne. I 1980'erne blev der anlagt en vej mellem Hattarvík og Kirkja, og der blev helikopterforbindelse til resten af øriget.
Øens eneste indtægtskilde har været lidt landbrug og fiskeri, men også en del fuglefangst har fundet sted frem til nutiden. I slutningen af 1990'erne havde øen seks bønder, otte sømænd, én i teknisk drift, én butik og to postkontorer. Én person dagpendlede den gang til Fugloy, mens 1–10 af Fugloys egne indbyggere pendlede til andre kommuner for at arbejde. Landbrug er stadig den største indtægtskilde.

## Øens bygder
Hattarvík og Kirkja har hver deres identitet. Kirkjas oprindelige navn, har sandsynligvis været Kirkjubøstaður eller Kirkjubólstaður. Hattarvík er en kongsbygd og Kirkja en odelsbygd. Hattarvík har fem gårde og Kirkja to. Gårdene har tilsammen ca. 800 får, hovedsagelig til kødproduktion.
Landskabet omkring de to bygder forskelligt. Hattarvík ligger i en bue ved en lille vig. Kirkja ligger udstrakt på en fjeldside. De fleste huse i Hattarvík har udsigt til åbent hav. Kirkja ligger åben på sydsiden af øen og alle huse i bygden har udsigt til naboøerne Svínoy, Borðoy og Viðoy.
I nutiden er Kirkja hoved-bygden på Fugloy. De offentlige opgaver er overvejende samlet i Kirkja. Bygden har elektricitetsværk, butik, skole, restaurant og kommunekontor. Den tidligere skole i Hattarvík fungerer som forsamlingshus. I Hattarvík har man de seneste år oparbejdet en turistvirksomhed, som er baseret på lokal madproduktion og gammel kulturhistorie. Således kan traditionen også være et aktiv i nutiden.

## Geografi
Fugloy ligger østligst af de 18 øer, som udgør Færøerne. Fugloy måler 11,02 km², men medregnet 23 holme og skær udgør den 10,03 km². De nærmeste øer er Viðoy i vest og Svínoy i syd. Sundet mellem Fugloy og Svínoy er den 3,9 km lange Fugloyarfjørður.
Fugloy har vulkansk oprindelse og er opbygget af lag af basalt. Klipperne langs kysten er enkelte steder meget høje og stejle og er blevet formet af isbræer og erosion gennem millioner af år. Dette viser sig især på den østlige del af øen, hvor den høje klippe Eystfelli er blevet stående således, som den er i dag efter en række stenskred. Klippen er 448 moh. på sit højeste. I havet neden for Eystfelli finder man den høje, fritstående klippe Stapi, som er er Færøernes østligste punkt.
Nordvest for Eystfelli indtrådte et skred i slutningen af 1990'erne, der skabte en stenhøj ved foden af fjeldet. Vest for dette området ligger en bugt, Skarðsvík, og nord herfor ligger Kleivadalur. Mellem Eystfelli og fjeldene centralt på øen ligger Hálsurin, som gør det muligt at komme fra Hattarvík til Skarðsvík til fods.
Nordvest for Skarðsvík og Kleivadalur ligger Færøernes største stenhøj, Urðin mikla, som er et resultat af et enormt skred i fjern fortid. Vestkysten af Fugloy er praktisk talt ufremkommelig, og her ligger øens højeste fjelde, Klubbin (621 moh.) og og Norðberg, 550 meter (550 moh.).
Syd for Klubbin ligger Vatnsdalur, hvor man finder øens eneste indsø på et lille plateau. På sydkysten er landskabet ikke så stejlt, og her finder man øens største bygd, Kirkja. Fra Kirkja går øens eneste vej langs Skorðatangi og Sunnberg og ind i Hattarvík, hvor bygden med samme navn ligger. Vejen er ca. 4 km lang og blev anlagt langs en gammel vandresti i 1980'erne.
Øens flora varierer med få plantevækster og et landskab uden naturlig trævækst.
Af vilde landpattedyr findes mus og harer, men ikke rotter. Faunaen domineres af havfugle, som også har givet øen dens navn. Langs kysten er der mange fuglefjelde med stor aktivitet i yngletiden. Den mest udbredte fugleart er lunden, som tidligere var en vigtig næringskilde for øboerne gennem fuglefangst på Færøerne og ægsamling.

## Samfærdsel
Passager- og fragtfærgen M/S Ritan anløber øen daglig og forbinder den med Svínoy og Hvannasund på Viðoy. Viðoy er en del af det færøske meginlandið, "fastland". Overfarten fra Fugloy til Svínoy tager 30 min., mens overfarten fra Svínoy til Hvannasund tager yderligere 30 min. En udbygning af undersøiske tunneler mellem Viðoy, Svínoy og Fugloy i perioden 2017–2020 er blevet undersøgt. Færgen lægger til ved både Kirkja og Hattarvík, alt afhængig af vejrforholdene opererer også en helikopter, Strandfaraskip Landsins, som besøger Fugloy tre dage i ugen.

## Historie
Øen har været beboet siden vikingetiden. Før i tiden var fuglefangst og fåreavl en vigtig indkomstkilde.
Bygderne Kirkja og Hattarvík er første gang nævnt skriftlig i Hundebrevet fra slutningen af 1300-tallet. Man er alligevel sikker på, at Fugloy har været befolket siden vikingetiden, og at Hattarvík blev grundlagt omkring år 900.
Kirkestedet på Fugloy har siden middelalderen været Kirkja, deraf navnet. Længe var dette også det eneste kirkestedet på øen, især på grund af det beskedne indbyggertal. I 1818 var alle de arbejdsføre mænd fra Kirkja ude at fiske. Alle mændene druknede i en ulykke bortset fra bonden på Mittún, men han og hans kone døde få år senere af tyfus. Amtmanden besluttede kort tid efter, at kirken skulle flyttes til Hattarvík, fordi der i Kirkja "ikke boer nogen Mand som kan betros at være værge for Kirken." Kirken blev indviet som Hattarvíkar kirkja i 1833.
I 1881 blev der foretaget et syn af kirkerne, og det blev slået fast, at Hattarvíkar kirkja var i dårlig stand. Senere befaringer i 1893 og 1896 gav stadig dårligere beskrivelser af kirkens tilstand. I juni 1898 beskrev Símun Mikal Zachariasen den som ubrugelig. I oktober 1899 blev nutidens Hattarvíkar kirkja genindviet.
Omkring hundrede år efter kirkeflytningen fra Kirkja til Hattarvík blev det foreslået at bygge en ny kirke i Kirkja, især eftersom Hattarvík havde fået en ny kirke. Louis Zachariasen tegnede kirken og brugte de traditionelle trækirker som udgangspunkt. I maj 1933 blev kirken med navnet Hattarvíkar kirkja indviet af provst Jákup Dahl.

### Dampskibet "Sauternes"
Under 2. verdenskrig, den 7. december 1941, sank dampskibet Sauternes i Fugloyarfjørður, delvis som følge af en kommunikationsfejl. Dette var under et dramatisk uvejr, og mandskabet telegraferede til Tórshavn, at skibet havde søgt ly i Fugløfjord (Fugloyarfjørður). Telegrammet blev mistolket, idet personalet i Tórshavn troede, de mente Fuglafjørður, som var en sikker havn. Skibet fik den skæbnesvangre ordre om at ankre op, og under aftenen og natten sled skibet sig løs. Mandskabet på "Sauternes" forsøgte forgæves at ankre op på ny, men skibet drev videre ind i mod Svínoys kyster, og til sidst blev skibet sænket af tre efterfølgende kæmpebølger. 25 mennesker mistede livet. Folkene på Fugloy, som havde fulgt med i den desperate kamp, kunne ikke gøre noget. Dagen efter kom mange vragrester fra skibet i land på øen.

### Nyere tid
I 1950 havde øen 195 indbyggere. Men siden 1950'erne har øen været præget af fraflytning, især da øen mangler meget af det, som kræves for et moderne samfund. Som følge af dette er erhvervsudviklingen også gået kraftig tilbage og bidrager til at forstærke effekten. Øen fik elektricitet i 1960'erne. I 1980'erne blev der anlagt en asfaltvej fra Kirkja til Hattarvík, og en helikopterrute til resten af Færøerne.
Postbåden Másin sejlede fra 1959 til 2010 på ruten Hvannasund-Svínoy-Fugloy. Fra 2010 besejler fragt og passagerfærgen Ritan ruten.
Fugloy var med til at stifte interesseorganisationen for Útoyggjar, Útoyggjafelagið, i december 2001. Lokale initiativtagere har projekteret Fjølbýlið, et flerbrugsbyggeri beliggende oven for Kirkju kirkja. Byggeriet er endnu ikke opført, men støttes aktivt af Útoyggjarfelagið. Fjølbýlið vil bestå af fire forskellige dele, med en vinterhave, ældreboliger, forsamlingshus og gæstgiveri. Vinterhaven vil også have et lille svømmebassin, og gæstgiveriet vil være beregnet for både turister og sæsonarbejdere. Taget på forsamlingshusdelen vil være delt af et solcellepanel.

## Sagn
Der findes en række mundtlige overleveringer om øen og dens historie, både i form af ophavssagn, som sagnet om den svømmende ø, og sagnet om floksmændene.

### Sagnet om den svømmende ø
Et sagn siger, at Fugloy oprindelig var en flydende ø. Nogle mænd roede ud til øen for at forankre den således, at den skulle fæste sig til havbunden, men det hjalp ikke. På øens klipper stod der nemlig mange trolde, og de tog alt som blev smidt på øen og kastede det i havet. Så samlede man alle præsterne i landet for at få øen til at fæste sig. Præsterne blev roet ud til øen og stirrede hele tiden på den for, at den ikke skulle forsvinde. En af præsterne stod forrest i båden og kastede Bibelen op på land, mens alle de andre fortsat stod og stirrede på øen. Dette virkede, præsterne besejrede troldene og forvandlede dem til græstuer. Før i tiden stod tuerne tæt ved klippene ved Kirkja, men nu har brændingerne taget dem.
Andre kendte, nedskrevne sagn fra Fugloy handler om elvermanden og fårehyrden, trolden Skjeggetussen (Skjeggatussin), samt om Femte, Sakaris og fjæretroldene i Hattarvík.

### Sagnet om Floksmændene
Sagnet om "floksmændene" bygger på en kerne af historiske kendsgerninger om en gruppe oprørere fra middelalderen, der boede i Hattarvík. De mest berygtede af oprørerne var "Høgni Nev", "Rógvi Skel" og "Hálvdan Ulvsson", der sammen med "Sjúrður við Kellingará" hærgede og kontrollerede den nordlige del af Færøerne.
Det er en af de tidligste fortællinger om færøsk modstandskamp, og den generelle morale af historien er, at den kloge og fornuftige Sjúrður við Kellingará blev presset til at føre en militant linje af Hálvdan Ulvsson og hans tilhængere, der måske mere var kriminelle end ædle frihedskæmpere.
Alle fire blev dømt til døden, selvom Sjúrður við Kellingará blev taget til nåde. Sjúdur kunne ikke bære de forbryderiske handlinger, han og de andre havde begået under deres modstandskamp, derfor ønskede han alligevel at blive dræbt sammen med de andre floksmænd.

### Klima
Fugloy har et relativt tempereret kystklima, stærkt påvirket af Atlanterhavet. Dette giver milde vintre, kølige somre og en gennemsnitlig årstemperatur på 6,9 °C, en af de højeste på Færøerne. Gennemsnitlig årlig nedbør ligger på 1.040 mm, blandt de laveste på Færøerne.
| Vejr for Kirkja         | Vejr for Kirkja | Vejr for Kirkja | Vejr for Kirkja | Vejr for Kirkja | Vejr for Kirkja | Vejr for Kirkja | Vejr for Kirkja | Vejr for Kirkja | Vejr for Kirkja | Vejr for Kirkja | Vejr for Kirkja | Vejr for Kirkja | Vejr for Kirkja |
|                         | Jan             | Feb             | Mar             | Apr             | Maj             | Jun             | Jul             | Aug             | Sep             | Okt             | Nov             | Dec             | År              |
| ----------------------- | --------------- | --------------- | --------------- | --------------- | --------------- | --------------- | --------------- | --------------- | --------------- | --------------- | --------------- | --------------- | --------------- |
| Gennemsnitlig maks °C   | 6,7             | 5,8             | 6,5             | 7,2             | 9,2             | 11,2            | 12,8            | 13,4            | 11,8            | 9,5             | 7,5             | 6,6             | 9               |
| Gennemsnitlig °C        | 4,6             | 3,7             | 4,3             | 5,2             | 7               | 9               | 10,6            | 11,2            | 9,7             | 7,5             | 5,8             | 4,4             | 6,9             |
| Gennemsnitlig min °C    | 2,4             | 1,5             | 1,8             | 2,9             | 4,9             | 7               | 8,8             | 9,3             | 7,7             | 5,5             | 3,8             | 2,2             | 4,8             |
| Gennemsnitlig nedbør mm | 94              | 87              | 94              | 84              | 67              | 66              | 80              | 83              | 85              | 111             | 97              | 93              | 1.041           |
| Kilde: DMI              |                 |                 |                 |                 |                 |                 |                 |                 |                 |                 |                 |                 |                 |

## Demografi
Den første folketælling fra 1737 nævner, at øen havde 19 familier med i alt 19 børn, som modsvarer en befolkning på cirka 60 indbyggere. I begyndelsen af 1900-tallet havde øen mellem 250 og 300 indbyggere. I 1960'erne ændrede fiskeindustrien sig med tydelige konsekvenser for indbyggertallet: I 1960 var antallet af indbyggere 140, allerede i 1966 var antallet faldet til 113, videre til 99 i 1970, og ned til 84 ved folketællingen i 1977. Ligeledes ramte finanskrisen på Færøerne 1989–1995 øen hårdt, og særlig Hattarvík blev ramt af en stadig pågående fraflytning.

## Øens kirker
Størstedelen af øboerne er medlemmer af Fólkakirkjan. Fugloy sorterer under præstegældet (sognet) Norðoya eystara prestagjald. På Fugloy har man kirker i begge bygder. Med én ansat præst i hele præstegældet er det ikke mulig at afholde gudstjenester med en præst til stede i alle kirker hver søndag. Alligevel har alle kirkerne søndagsgudstjeneste, men da som en lægmandsgudstjeneste: Gudstjenesten ledes af en mand eller kvinde fra menigheden, som læser en trykt prædiken, men der holdes ikke dåb eller nadver.
Kirkju kirkja
Kirkja er oprindelig en kirkebygd, hvilket navnet jo også antyder. Men da kirken var faldefærdig i 1830’erne, og der ikke var nogen mænd i Kirkja til at passe kirken, blev kirken genopbygget i Hattarvík. Der var derfor ingen kirke i Kirkja i 100 år. I 1930’erne var der et stort ønske fra bygdefolkene i Kirkja om at få en kirke, og de gjorde et stort stykke arbejde for at bygge kirken. Kirken er bygget med de gamle trækirker som forbillede. Kirken blev indviet den 28. maj 1933.
Kirken er en rektangulær, sort tjæret bygning, opført i træ, med fem hvidmalede vinduer på sydsiden og fire samt indgangsdøren på kirkens nordside. Taget er nu dækket af grønt blik, i stedet for de oprindelige græstørv. Kirken har åben tagstol og har bejdsede paneler. Koret er adskilt fra resten af kirkerummet af et gitterværk. Alterbilledet, Jesus vandrer på søen, er malet af kunstmaleren Sámal Joensen-Mikines. Kirkeklokken er støbt af De Smithske Støberier i Aalborg. Der hænger tre kirkeskibe under loftet – to færøbåde samt en slup.
Hattarvíkar kirkja
Kirken blev bygget 1898, og blev indviet den 9. november 1899. Tidligere havde kirken grønt bliktag men nu er taget rødt ligesom fundamentet. Kirkens lille spir har fire fire sider. Over døren i gavlen mod vest sidder to mindre vinduer. Indgangen er i den vestlige ende af sydsiden, hvor der også er fire spidsbuede vinduer. På nordsiden er der ligeledes fire vinduer. Indvendig er kirken malet hvid mens hvælvet og stolestaderne er malet lyseblå. 1998 fik man en ny altertavle, som består af 3 gange 4 billeder samt to aflange i siderne. Over altertavlen hænger et trækors. Kirkens klokke er fra 1978 støbt i Holland, som afløste en tidligere skibsklokke.

## Skole
Der er skoler i begge bygder, men kun skolen i Kirkja er fortsat i brug. I skoleåret 2012/2013 havde Kirkju skúli én lærer og én elev fra 1. til 7. klasse. Skolen blev bygget til 16 elever i 1888 og blev senere ombygget i 1972. Skolen har ikke bibliotek, men får omkring 500 bøger med båd fra Klaksvík. Hattarvíkar skúli blev bygget til 12 elever i 1925 og ombygget i 1981. Efter endt skolegang i Kirkja går eleverne på ungdomsskole i Klaksvík. På grund af den lange rejsetid er disse elever nødt til at flytte til Klaksvík.

### Postvæsen
Det oprindelige modtagelsessted for brevposten på Fugloy var Hattarvík, hvilket var upraktisk for Kirkja, da bygden for det meste havde ca. 170 indbyggere. Da postbåden ikke lagde til ved Kirkja, måtte ti mænd gå fra Kirkja til Hattarvík og tilbage igen for at returnere med cirka 16 sække. Før postbåden "Dan" begyndte at sejle til Hattarvík i 1914, blev posten til Fugloy pakket i Klaksvík og derefter bragt til Hvannasund, hvor øfolket måtte hente den selv.
Hvornår der blev etableret en postvirksomhed i Hattarvík, er ikke kendt. Den ældste omtale om Hattarvík, som er at finde hos Postverk Føroya, er dateret til 12. juli 1932. Det var en jobansøgning fra Marianna Fuglø, som også blev ansat. Det er sandsynligt, at faderen Tróndur Fuglø havde ansvaret for postgangen før hende. Postverk Føroya åbnede på Kirkja den 1. oktober 1918, og dermed var virksomheden i Hattarvík formentlig betydelig ældre.
Den første postansvarlige i Kirkja var Símun Mikal Zachariasen, der havde ansvar for posten indtil 1930. Datteren Sigrid Zachariasen (senere gift Simonsen) var postansvarlig i over 40 år, fra 1931 til sin død i 1979. Hun blev hædret af Post- & Telegrafvæsenet for lang og tro tjeneste i 1971. Manden Absalon Kaj Simonsen tog over fra 1. juni 1979, og senere købmanden Kristian Christiansen, eller Kristian í Mittúni, fra 1. september 1985. Sønnen Jóannes Christiansen, har haft ansvaret siden 1. juli 1997. Marianna Fuglø giftede sig med købmanden Óli G. Hansen i 1937 og døde i 1953. Hansen havde herefter ansvaret indtil sin død i 1971. Fra 1972 gik det over til datteren Katrin Amalia Fuglø, og i de senere år har hendes mand, Leivur Hansen, taget sig af posten. Vejforbindelsen mellem de to bygder har gjort postgangen betydelig enklere. MS "Ritan" fungerer både som postbåd, passagerfærge og varetransport.
I 1999 udgav Postverk Føroya et frimærke med luftbillede af Fugloy, med en værdi af 4,50 kr.

### Turisme
Som navnet antyder, er der på Fugloy gode muligheder for fugleinteresserede. Men også panoramaudsigten til naboøerne og den intense natur er med til, at øen er et attraktivt mål for turister, der vil opleve det oprindelige Færøerne.
Det er muligt at gå i land i den ene bygd og gå fem kilometer ad en asfalteret vej hen til den anden bygd, og derefter forlade øen. Vejen der blev bygget i 1980erne har bænke langs vejen.
Der kan anvises B&B. (reservér før ankomst). Turistkontoret tager sig også af større firmaudflugter med hensyn til mad og sørger for vandreture i fjeldene med guide.

## Kendte personer fra Fugloy
- Gulak Jacobsen (1870–1953), præst og digter
- Hans David Matras (1819–1875), købmand og politiker
- Hans Mikael Jacobsen (1901–1960), digter
- Jógvan Justinusson, lagmand i 1600-tallet
- Louis Zachariasen (1890–1960), telefondirektør og politiker (SF)
- Símun Mikal Zachariasen (1853–1931), skolelærer og digter
- Símun Petur Zachariasen (1887–1977), redaktør og politiker (SF)